# 尼尔沃什瓦里
尼尔沃什瓦里，是匈牙利索博尔奇-索特马尔-贝拉格州所辖的一个村。总面积28.43平方公里，总人口1932，人口密度68.0人/平方公里（2011年1月1日）。